# 828
828(팔백이십팔)은 827보다 크고 829보다 작은 자연수다.

## 수학
- 합성수로, 그 약수는 총 18개다. (1, 2, 3, 4, 6, 9, 12, 18, 23, 36, 46, 69, 92, 138, 207, 276, 414, 828)
  - 828의 진약수의 합은 1356이므로, 828은 과잉수다.
- {\displaystyle 91^{2}-1}은 828로 나누어떨어진다.

## 과학
- NGC 828(영어판): 안드로메다자리 방향에 있는 나선은하.

## 군사
- 828 해군 항공대(영어판): 과거 존재한 영국의 해군 항공대.

## 문화유산
- 대한민국의 보물 제828호: 김제 금산사 석등

## 기타
- 날짜: 8월 28일
- 연도: 828년, 기원전 828년